# Paul Mazurier
Paul Mazurier, né le 12 mars 1905 à Clermont-Ferrand et décédé le 9 février 1981 à Gonesse, est un homme politique français. Membre de la Section française de l'Internationale ouvrière depuis 1928, il a été député de Seine-et-Oise de 1958 à 1962.

## Biographie
Après son service militaire en Rhénanie, il travaille dans l'administration, notamment comme chef de bureau à la mairie de Sartrouville à partir de 1936. Il fonde la section socialiste d’Arnouville-lès-Gonesse et tente sans succès de se faire élire maire de la ville en 1933. Il est actif au sein de la fédération SFIO de Seine-et-Oise et participe à sa commission administrative entre 1933 et 1940. Au sein de la SFIO, il était membre de la tendance de Jean Zyromski, la Bataille socialiste.
Résistant pendant la Seconde Guerre Mondiale, il est membre du réseau Brutus et du Comité directeur de Libération-Nord.
À la Libération, il ne parvient pas à se faire élire à l’Assemblée constituante en octobre 1945, mais il poursuit son engagement politique en Seine-et-Oise. Il devient conseiller général de Seine-et-Oise, élu du canton de Gonesse de 1951 à 1967, puis vice-président du conseil général de 1964 à 1967.
Maire d'Arnouville-lès-Gonesse de 1947 à 1977, il est secrétaire général de l’Association des maires de la Seine-et-Oise en 1961, puis de l'Association des maires du Val-d'Oise en 1968.
Il tente de nouveau de se faire élire à l'Assemblée Nationale dans le cadre de la législative partielle de mars 1954, déclenchée par le décès du parlementaire RPF, André Diethelm. Quatrième à l'issue du premier tour avec 10% des voix, il se maintient au second, facilitant l'élection de Germaine Peyroles (MRP) face au communiste André Stil. 
Il est élu député en 1958 dans la dixième circonscription de la Seine-et-Oise et le reste jusqu'en novembre 1962 où, devancé au premier tour par le candidat communiste Roger Gaston (maire PCF de Goussainville), il se désiste en faveur de ce dernier, ce qui ne suffit pas à empêcher l’élection du candidat UNR-UDT, Louis Vallon. En 1967, Mazurier échoue à reconquérir son siège de député dans ce qui est désormais la cinquième circonscription du Val-d'Oise. Troisième à l'issue du premier tour avec 18,8 % des voix, il se désiste de nouveau en faveur du candidat communiste, Henry Canacos.
Il se retire de la vie politique en 1977 et meurt le 9 février 1981 à Arnouville, où une avenue porte aujourd'hui son nom. À la fin de sa vie, il était officier de la Légion d'honneur, officier des Palmes académiques, chevalier du Mérite agricole et du Mérite sportif.

## Distinctions
- Officier de la Légion d'honneur
- Officier de l'ordre des Palmes académiques
- Chevalier de l'ordre du Mérite agricole
- Chevalier de l'ordre du Mérite sportif‎